# Kerstin Håkansson
Kerstin Margareta Håkansson (Estocolmo, Suecia; 17 de junio de 1929 - Los Ángeles, California, Estados Unidos; 4 de noviembre de 2024), conocida como Kerstin Håkansson o Kiki Håkansson, fue una modelo sueca y la primera ganadora del concurso Miss Mundo, en 1951.

## Miss Mundo 1951
Fue coronada el 29 de julio de 1951, a sus 25 años. El certamen de belleza Miss Mundo fue inaugurado en 1951 por Eric Morley, quien dejó la organización a su esposa, Julia Morley, cuando murió en el 2000.[cita requerida]
Inicialmente se concibió como un concurso de bikinis para publicitar una conocida marca de trajes de baño. Sin embargo, tras la primera edición, el formato del concurso se modificó debido a las protestas de la opinión pública en contra de la exhibición de desnudos femeninos.[cita requerida] El papa Pío XII llegó a condenar públicamente a Håkansson por lucir esta prenda de baño durante el certamen.
Al principio, el concurso se llamaba Festival Bikini Contest, y la primera edición es la que ganó Kerstin Kiki Håkansson.
| Predecesor: - | Miss Mundo 1951 | Sucesor: May-Louise Flodi |